# Souper Ligka Ellada 2014-2015
La Souper Ligka Ellada 2014-2015 è la 79ª edizione della massima serie del campionato di calcio greco, iniziata il 23 agosto 2014 e conclusasi il 7 giugno 2015.
Il 25 febbraio 2015 il governo greco ha preso la decisione di sospendere a tempo indeterminato e fino a nuovo ordine il campionato come risposta agli episodi di violenza verificatisi la domenica precedente sui campi in due derby, quello tra Panathīnaïkos e Olympiacos e quello tra Larissa e Olympiakos Volou.
Successivamente, il 4 marzo 2015, il governo greco ha deciso di far ripartire il campionato con l'obbligo di disputare gli incontri a porte chiuse.

## Stagione

### Formula
Le squadre partecipanti sono diciotto e disputano un girone di andata e ritorno per un totale di 34 partite.
Le ultime quattro classificate retrocedono direttamente in Football League per tornare con la formula del campionato a 16 squadre.
Il punteggio prevede tre punti per la vittoria, uno per il pareggio e nessuno per la sconfitta.
Le squadre ammesse alle coppe europee sono cinque: i campioni alla fase a gironi della UEFA Champions League 2015-2016 mentre per l'altro posto disponibile in Champions League e i tre per la UEFA Europa League 2015-2016 si disputata un girone al quale partecipano le squadre classificate dal secondo al quinto posto che giocano un totale di sei partite. La vincitrice di questo girone si qualifica alla Champions League e le altre alla UEFA Europa League.

## Squadre partecipanti
| Club             | Città      | Stadio                          | Stagione precedente                            |
| ---------------- | ---------- | ------------------------------- | ---------------------------------------------- |
| Asteras Tripolīs | Tripoli    | Stadio Theodōros Kolokotrōnīs   | 5º posto                                       |
| Atromītos        | Peristeri  | Stadio Peristeri                | 3º posto                                       |
| Ergotelīs        | Candia     | Stadio Pankritio                | 7º posto                                       |
| Kallonī          | Mitilene   | Stadio Municipale               | 12º posto                                      |
| Kerkyra          | Corfù      | Stadio Kerkyra                  | 1º posto nel girone Nord, 2º nel girone finale |
| Levadeiakos      | Livadia    | Stadio Levadias                 | 9º posto                                       |
| Nikī Volo        | Volo       | Stadio Panthessaliko            | 2º posto nel girone Nord, 1º nel girone finale |
| OFI Creta        | Candia     | Stadio Theodoros Vardinogiannis | 6º posto                                       |
| Olympiacos       | Il Pireo   | Stadio Geōrgios Karaiskakīs     | Campione                                       |
| Panaitōlikos     | Agrinio    | Gipedo Panaitolikou             | 8º posto                                       |
| Panathīnaïkos    | Atene      | Stadio Apostolos Nikolaidis     | 4º posto                                       |
| Paniōnios        | Nea Smyrnī | Stadio Nea Smyrnī               | 13º posto                                      |
| Panthrakikos     | Komotini   | Komotini Municipal Stadium      | 10º posto                                      |
| PAOK             | Salonicco  | Stadio Toumba                   | 2º posto                                       |
| PAS Giannina     | Giannina   | Stadio Zosimades                | 11º posto                                      |
| Platanias        | Platanias  | Perivolia Municipal Stadium     | 14º posto                                      |
| GAS Veria        | Veria      | Stadio Veria                    | 15º posto                                      |
| Skoda Xanthī     | Xanthi     | Skoda Xanthi Arena              | 16º posto                                      |

## Stagione regolare

### Classifica
|                               | Pos. | Squadra          | Pt | G  | V  | N  | P  | GF | GS | DR  |
| ----------------------------- | ---- | ---------------- | -- | -- | -- | -- | -- | -- | -- | --- |
|                               | 1.   | Olympiacos       | 78 | 34 | 24 | 6  | 4  | 79 | 23 | +56 |
|                               | 2.   | Panathīnaïkos    | 66 | 34 | 21 | 6  | 7  | 59 | 31 | +28 |
|                               | 3.   | PAOK             | 65 | 34 | 20 | 5  | 9  | 57 | 42 | +15 |
|                               | 4.   | Asteras Tripolīs | 59 | 34 | 17 | 8  | 9  | 52 | 37 | +15 |
|                               | 5.   | Atromītos        | 54 | 34 | 14 | 12 | 8  | 43 | 27 | +16 |
|                               | 6.   | PAS Giannina     | 53 | 34 | 13 | 14 | 7  | 47 | 33 | +14 |
|                               | 7.   | Panaitōlikos     | 52 | 34 | 14 | 10 | 10 | 41 | 28 | +13 |
|                               | 8.   | Skoda Xanthī     | 47 | 34 | 12 | 11 | 11 | 44 | 41 | +3  |
|                               | 9.   | Platanias        | 44 | 34 | 12 | 8  | 14 | 32 | 30 | +2  |
|                               | 10.  | Kallonī          | 44 | 34 | 11 | 11 | 12 | 34 | 39 | -5  |
|                               | 11.  | Panthrakikos     | 43 | 34 | 11 | 10 | 13 | 35 | 44 | -9  |
|                               | 12.  | Paniōnios        | 43 | 34 | 11 | 10 | 13 | 43 | 42 | +1  |
|                               | 13.  | GAS Veria        | 43 | 34 | 12 | 7  | 15 | 45 | 54 | -9  |
|                               | 14.  | Levadeiakos      | 43 | 34 | 12 | 7  | 15 | 41 | 34 | +7  |
|                               | 15.  | Ergotelīs        | 32 | 34 | 8  | 8  | 18 | 35 | 60 | -25 |
|                               | 16.  | OFI Creta        | 13 | 34 | 7  | 2  | 25 | 26 | 72 | -46 |
|                               | 17.  | Nikī Volo        | 7  | 34 | 2  | 1  | 31 | 7  | 84 | -77 |
| Declassato in Football League | 18.  | Kerkyra          | 44 | 34 | 12 | 8  | 14 | 39 | 38 | +1  |

Legenda:

      Campione di Grecia e ammesso alla UEFA Champions League
      Ammesso ai play-off
      Retrocesso in Football League
Note:

Tre punti a vittoria, uno a pareggio, zero a sconfitta.

### Risultati
|                  | Ast  | Atr  | Erg  | Kal  | Ker  | Lev | Nik  | OFI  | Oly  | Pna  | Pnk  | Pio  | Ptr  | PSa  | PAS  | Pla  | Ver  | Xan  |
| ---------------- | ---- | ---- | ---- | ---- | ---- | --- | ---- | ---- | ---- | ---- | ---- | ---- | ---- | ---- | ---- | ---- | ---- | ---- |
| Asteras Tripolis | –––– | 1-0  | 2-1  | 1-0  | 2-0  | 2-1 | 3-0  | 6-1  | 0-0  | 1-1  | 1-1  | 2-0  | 2-1  | 3-0  | 2-2  | 1-0  | 2-0  | 2-1  |
| Atromitos        | 4-3  | –––– | 1-1  | 0-0  | 2-1  | 1-0 | 3-0  | 3-0  | 1-0  | 2-0  | 0-0  | 3-1  | 2-0  | 4-0  | 1-1  | 1-0  | 0-0  | 2-0  |
| Ergotelis        | 1-4  | 1-2  | –––– | 3-3  | 1-2  | 0-2 | 3-0  | 3-2  | 2-3  | 0-2  | 1-1  | 2-2  | 2-1  | 0-2  | 1-0  | 0-3  | 2-2  | 0-2  |
| Kalloni          | 1-0  | 1-1  | 2-0  | –––– | 1-0  | 0-0 | 3-0  | 3-0  | 0-5  | 1-0  | 0-0  | 1-0  | 2-0  | 1-2  | 1-0  | 0-0  | 4-1  | 2-2  |
| Kerkyra          | 1-0  | 1-1  | 3-1  | 2-0  | –––– | 0-0 | 3-0  | 4-1  | 0-4  | 1-1  | 1-2  | 1-0  | 2-1  | 0-1  | 2-0  | 1-2  | 4-0  | 0-0  |
| Levadiakos       | 3-1  | 2-1  | 1-1  | 3-0  | 2-3  | ––– | 3-0  | 3-0  | 1-2  | 1-1  | 0-0  | 1-0  | 1-1  | 1-2  | 1-2  | 0-0  | 0-2  | 1-2  |
| Niki Volos       | 0-2  | 0-1  | 1-4  | 2-0  | 0-0  | 0-3 | –––– | 0-3  | 0-3  | 0-3  | 0-3  | 0-3  | 1-0  | 0-3  | 0-3  | 0-3  | 0-3  | 0-3  |
| OFI Creta        | 2-3  | 1-0  | 1-0  | 1-1  | 3-2  | 0-2 | 3-0  | –––– | 0-3  | 2-3  | 1-0  | 0-3  | 0-1  | 3-1  | 0-3  | 0-3  | 0-1  | 0-1  |
| Olympiakos       | 2-0  | 2-1  | 3-0  | 5-0  | 3-0  | 4-0 | 3-1  | 3-0  | –––– | 1-0  | 2-0  | 2-0  | 5-1  | 1-2  | 2-2  | 2-1  | 3-0  | 2-0  |
| Panathinaïkos    | 2-2  | 2-0  | 5-0  | 1-0  | 2-0  | 1-0 | 1-0  | 1-2  | 2-1  | –––– | 1-0  | 2-1  | 4-0  | 4-3  | 3-1  | 3-0  | 2-1  | 2-0  |
| Panetolikos      | 2-0  | 1-1  | 4-0  | 2-0  | 0-1  | 0-1 | 3-0  | 3-1  | 1-1  | 0-1  | –––– | 2-1  | 3-1  | 0-1  | 0-0  | 1-0  | 2-0  | 5-2  |
| Panionios        | 2-1  | 2-2  | 2-1  | 0-2  | 0-0  | 1-0 | 2-1  | 2-0  | 2-2  | 1-1  | 3-0  | –––– | 2-1  | 0-0  | 0-1  | 0-0  | 4-2  | 1-1  |
| Panthrakikos     | 1-1  | 1-1  | 0-0  | 3-2  | 1-0  | 1-0 | 3-0  | 0-0  | 1-3  | 2-1  | 0-0  | 1-0  | –––– | 3-1  | 1-1  | 1-0  | 1-1  | 2-0  |
| PAOK Salonicco   | 0-0  | 2-1  | 1-0  | 1-1  | 2-1  | 1-0 | 3-0  | 4-0  | 0-0  | 1-2  | 1-2  | 3-2  | 3-2  | –––– | 1-1  | 1-0  | 4-1  | 2-1  |
| PAS Giannina     | 3-1  | 1-0  | 0-0  | 0-0  | 2-1  | 0-4 | 4-0  | 3-0  | 3-1  | 0-0  | 0-0  | 1-3  | 2-2  | 3-0  | –––– | 1-0  | 4-1  | 2-2  |
| Platanias        | 0-1  | 0-0  | 1-2  | 1-0  | 1-1  | 1-3 | 3-1  | 1-0  | 1-1  | 2-3  | 2-0  | 3-0  | 2-0  | 0-4  | 0-0  | –––– | 1-0  | 1-0  |
| Veria            | 4-0  | 1-1  | 0-1  | 1-1  | 2-1  | 2-1 | 2-0  | 4-1  | 0-2  | 1-0  | 1-3  | 2-2  | 0-1  | 1-3  | 2-0  | 2-0  | –––– | 3-2  |
| Xanthi           | 0-0  | 1-0  | 0-1  | 2-1  | 0-0  | 2-0 | 2-0  | 2-1  | 1-3  | 4-2  | 3-0  | 1-1  | 0-0  | 4-2  | 1-1  | 0-0  | 2-2  | –––– |

## Play-off
Le squadre classificate dal secondo al quinto posto della stagione regolare affrontarono in un girone di andata e ritorno. A ogni squadra fu assegnato un bonus di punti calcolato sottraendo al totale della stagione regolare i punti ottenuti dalla quinta classificata. Il risultato fu poi diviso per cinque e arrotondato al numero intero più vicino.

### Classifica
|  | Pos. | Squadra          | Pt | G | V | N | P | GF | GS | DR |
|  | ---- | ---------------- | -- | - | - | - | - | -- | -- | -- |
|  | 1.   | Panathīnaïkos    | 15 | 6 | 4 | 1 | 1 | 9  | 2  | +7 |
|  | 2.   | Asteras Tripolīs | 10 | 6 | 2 | 3 | 1 | 2  | 4  | -2 |
|  | 3.   | Atromītos        | 8  | 6 | 2 | 2 | 2 | 4  | 4  | 0  |
|  | 4.   | PAOK             | 4  | 6 | 0 | 2 | 4 | 1  | 6  | -5 |

Legenda:

      Ammesso alla UEFA Champions League
      Ammesso alla UEFA Europa League
Note:

Tre punti a vittoria, uno a pareggio, zero a sconfitta.
Panathinaikos +2 punti
PAOK Salonicco +2 punti
Asteras Tripolis +1 punto

### Risultati
|                  | Ast  | Atr  | Pna  | PSa  |
| ---------------- | ---- | ---- | ---- | ---- |
| Asteras Tripolis | –––– | 1-0  | 0-4  | 1-0  |
| Atromitos        | 0-0  | –––– | 2-0  | 1-1  |
| Panathinaïkos    | 0-0  | 2-0  | –––– | 2-0  |
| PAOK Salonicco   | 0-0  | 0-1  | 0-1  | –––– |

## Classifica marcatori
| Gol |  |  | Giocatore               | Squadra          |
| --- |  |  | ----------------------- | ---------------- |
| 17  |  |  | Jerónimo Barrales       | Asteras Tripolīs |
| 16  |  |  | Kōstas Mītroglou        | Olympiacos       |
| 15  |  |  | Alejandro Dominguez     | Olympiacos       |
| 13  |  |  | Marcus Berg             | Panathīnaïkos    |
| 13  |  |  | Stefano Napoleoni       | Atromītos        |
| 13  |  |  | Nikolaos Karelis        | Panathīnaïkos    |
| 11  |  |  | Stefanos Athanasiadīs   | PAOK             |
| 11  |  |  | Igor                    | Panthrakikos     |
| 11  |  |  | Dīmītrīs Kolovos        | Paniōnios        |
| 11  |  |  | Facundo Pereyra         | PAOK             |
| 10  |  |  | El Fardou Ben Nabouhane | GAS Veria        |
| 10  |  |  | Cleyton                 | Skoda Xanthī     |
| 10  |  |  | Apostolos Giannou       | Paniōnios        |
| 10  |  |  | Pantelīs Kapetanos      | Skoda Xanthī     |